# Царівна Несміяна
Царівна Несміяна — сюжет російських, українських та білоруських народних казок про царівну, яка «ніколи не посміхалася, ніколи не сміялася, наче серце її нічому не раділо». Російських варіантів - 14, українських - 8, білоруських - 5. У збірці Олександра Афанасьєва «Російські народні казки» опублікована за №297.

## Мотиви
Казка належить до так званих чарівних казок. У покажчику казкових сюжетів вказано під номером 559 «Несміяна-царівна»: ніколи не сміється; батько обіцяє її руку тому, хто її розсмішить; це вдається "дурню"; знатний наречений зазнає поразки.
Східнослов'янські казки відображають ментальну рису народу — любов до свободи та простоти: царівна, живучи в палаці (у своїй «золотій клітці»), нещасна, а повертає їй радість життя («щастя») хлопець-«простодира», необтяжений жагою до багатства та слави.
Змусити принцесу/царівну сміятися чи посміхатися — це найпоширеніший казковий мотив. Цей сюжет є в «Молодшій Едді», у збірці новел італійського письменника Джованні Серкамбі, і в «Пентамероні» Джамбаттіста Базілі. Зустрічаються казки про Несміяна та у фольклорі латишів, башкир, татар.
Кульмінація казок «Золота гуска» та «Чарівний лебідь» полягає в тому, що гусак чи лебідь змушують інших персонажів прилипнути один до одного, що викликає перший сміх у принцеси, внаслідок чого вона виходить заміж. У казці «Перуонто», що входить до циклу казок Джамбаттісти Базілі, цей мотив поєднується з прокляттям, що змушує принцесу, що посміялася над чаклуном, вийти заміж.
Володимир Пропп довів, що найдавніший зміст цього сюжету пов'язаний з ритуальною роллю сміху в стародавніх обрядах.

## Сюжет
Жила одного разу царівна, яка ніколи не посміхалася і не сміялася. Її батько обіцяв, що той, хто викличе в неї посмішку, зможе одружитися з нею, і багато хто намагався, але нікому не вдалося.
На іншому кінці міста чесний працівник працював на свого господаря. Наприкінці року господар поклав мішок із грошима перед ним і сказав йому взяти стільки, скільки він хотів. Щоб не скупитися, працівник узяв тільки одну монету, і, коли він пішов пити з колодязя, то впустив монету і загубив її. Наступного року те ж саме сталося з ним. На третій рік працівник взяв знову одну монету, але коли він пив із колодязя, то не загубив свою монету, і дві інші монети випливли до нього. Він вирішив подивитися світ. Миша попросила в нього милостині; він дав їй монету. Потім він зробив те ж саме для жука і сома.
Він прийшов до замку і побачив царівну, що дивилася на нього. Це вразило його, і він упав у багнюку. Мишка, жук і сом прийшли йому на допомогу, і, дивлячись на них, царівна засміялася. Вона вказала на нього, і коли його привели до палацу, він перетворився на гарного чоловіка. Чесний трудівник, тепер красень, одружився з царівною.

## Авторські перекази
До сюжету зверталися письменники — наприклад, Божена Нємцова у казці «Мудрий ювелір» та Алан Мілн у казці «Принц-кролик». В 1838 поетеса Олександра Фукс за мотивами казки опублікувала «Царівна-Несміяна: народна російська казка, перекладена у вірші для десятирічного читача Павла Олександровича Жмакіна», написану в стилі романтизму. У 1936 році Єлизавета Тараховська написала п'єсу «За щучею волею», в якій поєднала чотири російські казки - «За щучею волею», «Царівна Несміяна», «Танцювальна гармонь» і «Омелько-дурник». За цією п'єсою кінорежисер Олександр Роу зняв в 1938 фільм «По щучому велінню». Ця казка досі йде у багатьох театрах Росії, включаючи Театр ляльок ім. С. В. Образцова.

## Цар Плаксій та Лоскотон
Василь Симоненко у своєму творі «Цар Плаксій та Лоскотон» використав ідею відсутності сміху у правителя держави.